# Sonorizzazione (media)
La sonorizzazione è l'uso organizzato di suoni secondo due principali accezioni:
- per i media e i nuovi media, in quello che si chiama sonorizzazione cinematografica, radiofonica, televisiva, ipertestuale ecc.
- all'interno di uno specifico contesto ambientale, nella cosiddetta sonorizzazione ambientale;

## Cinema e nuovi media
Nel primo caso, l'aspetto acustico, pur essendo di fatto proiettato verso l'ambiente circostante, non viene originariamente pensato per una stretta interazione con esso, mantenendo in qualche misura una sua propria dimensione virtuale, sganciata dalla "realtà" con cui volta a volta viene più o meno imprevedibilmente a confrontarsi.

## Sonorizzazione ambientale
Nel secondo caso, i suoni sono appositamente pensati per gli spazi architettonici e i loro contenuti semantici; in altri termini interagiscono programmaticamente con lo spazio circostante inteso come attore primo e indispensabile insieme a chi lo frequenta e partecipa della sua "vita sonora".
Esempi di sonorizzazioni ambientali sono la musique d'ameublement di Eric Satie, il Poeme electronique di Edgard Varèse e Concret PH di Iannis Xenakis, entrambi composti per sonorizzare il Padiglione Philips all'esposizione di Bruxelles del 1958, le diverse "musiche per aeroporti" di Brian Eno (anni settanta) e più in genere la musica ambient, la foto-musica con foto-suoni di Riccardo Piacentini ideata per sonorizzare musei.

### Sonorizzazione di spazi condivisi
Un fenomeno diverso e rilevante è costituito dalla sempre più diffusa abitudine di sonorizzare spazi architettonici accessibili al pubblico, ambienti in condivisione, o spazi aperti con musiche preregistrate o diffuse via radio o via cavo. La crescente ubiquità di tali forme generiche e stabili di "musicalizzazione" può entrare in attrito con le specifiche sensibilità individuali e dar luogo a effetti di disturbo e annoyance classificabili nel fenomeno più generale dell'inquinamento acustico, nonostante che, in questo specifico caso, il disturbo derivi dall'esposizione passiva a suoni che, per la loro natura musicale, e per la loro intensità di solito bassa, non sono classificabili, di per sé, come molesti, ma che lo diventano in rapporto ai fattori intenzionali che entrano in gioco.: un esempio è fornito dall'ascolto forzoso e involontario di musica d'ambiente e di sottofondo, o di altro tipo, in particolare negli spazi della condivisione, come bar, ristoranti, negozi, centri commerciali, banche, aeroporti, spiagge, piscine, palestre, ecc.. Si parla, in questo caso, di "musica passiva" o "parassita". La musicalizzazione sempre più frequente ha avuto anche un impatto sulla qualità della fruizione musicale, determinando una progressiva rarefazione degli spazi e delle occasioni di ascolto dal vivo di musica sinfonica o jazz.